# Beurs- en waaggebouw (Leeuwarden)
Het Beurs- en waaggebouw is een gebouw uit 1880 in de Friese hoofdstad Leeuwarden, waarin een beurs en een waag gevestigd waren.

## Geschiedenis
Het neoclassicistische gebouw aan de Wirdumerdijk is een ontwerp van architect Thomas Adrianus Romein. Van hem zijn ook andere neoclassicistische gebouwen, zoals het Paleis van Justitie en de Terbantster Tsjerke in Terband. Het benedengedeelte, de waag, nam de waagfunctie over van de Waag aan het Waagplein uit 1590.
In de jaren '80 kreeg het gebouw de functie van openbare bibliotheek. Sinds 2019 is Campus Fryslân van Rijksuniversiteit Groningen in het gebouw gevestigd. Voordat Campus Fryslân in het Beursgebouw trok is het gebouw gerenoveerd. De originele functie van het oude beursgebouw heeft als inspiratie gediend voor de inrichting van het nieuwe faculteitsgebouw. Warmtepompen en 362 zonnepanelen zorgen dat het gebouw energieneutraal is.

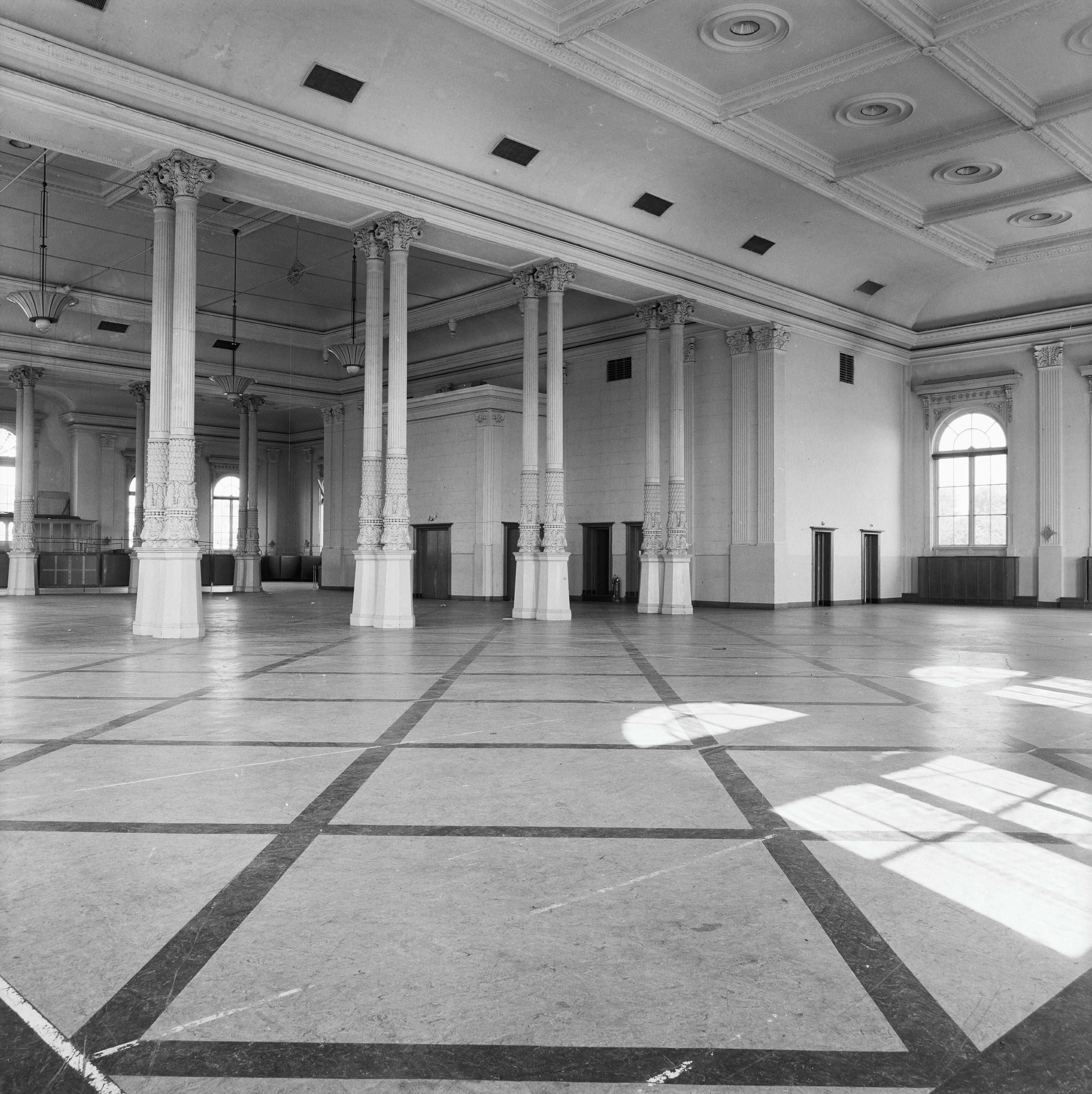
Interieur, verdieping in 1979
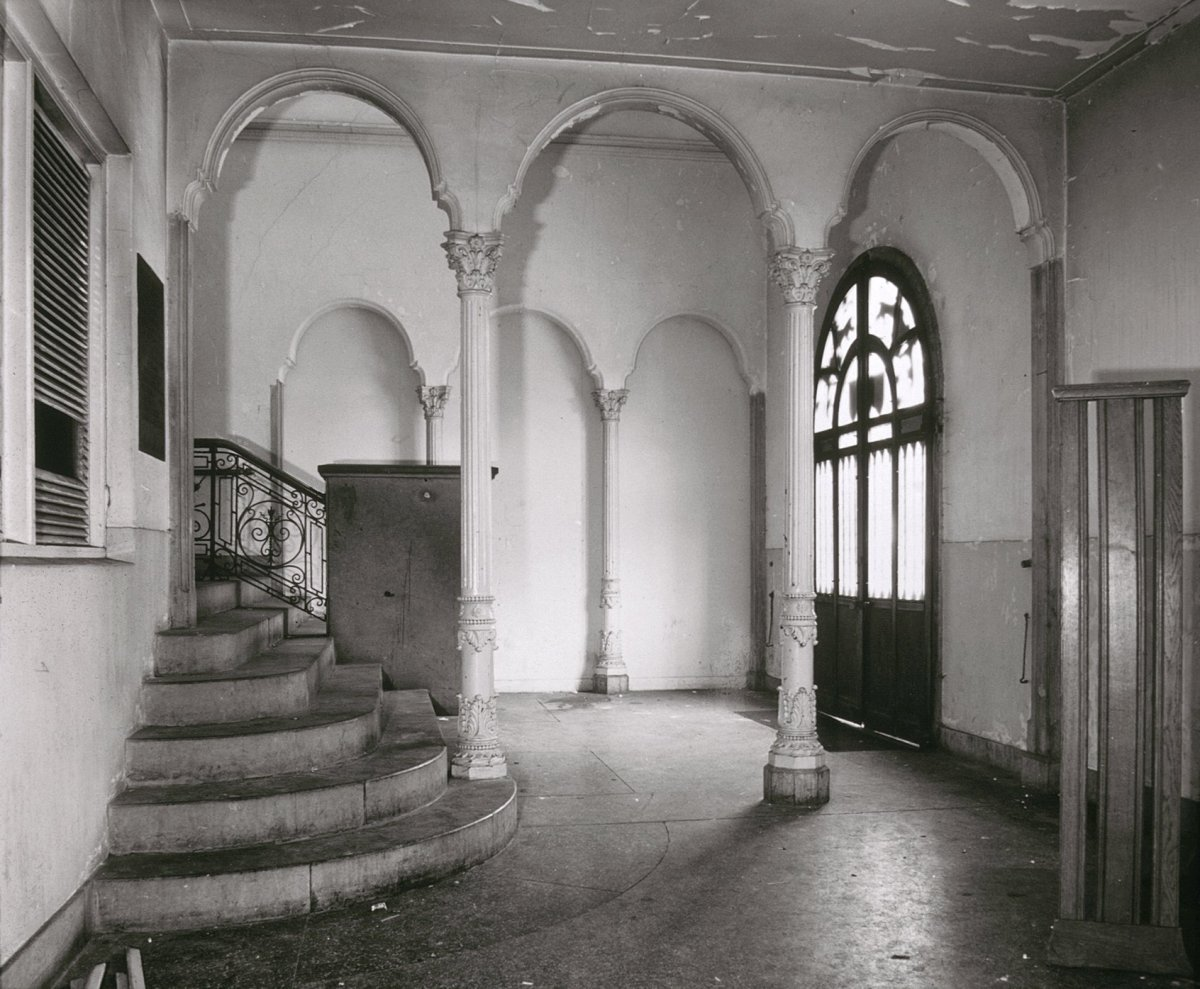
Interieur, hal in 1979
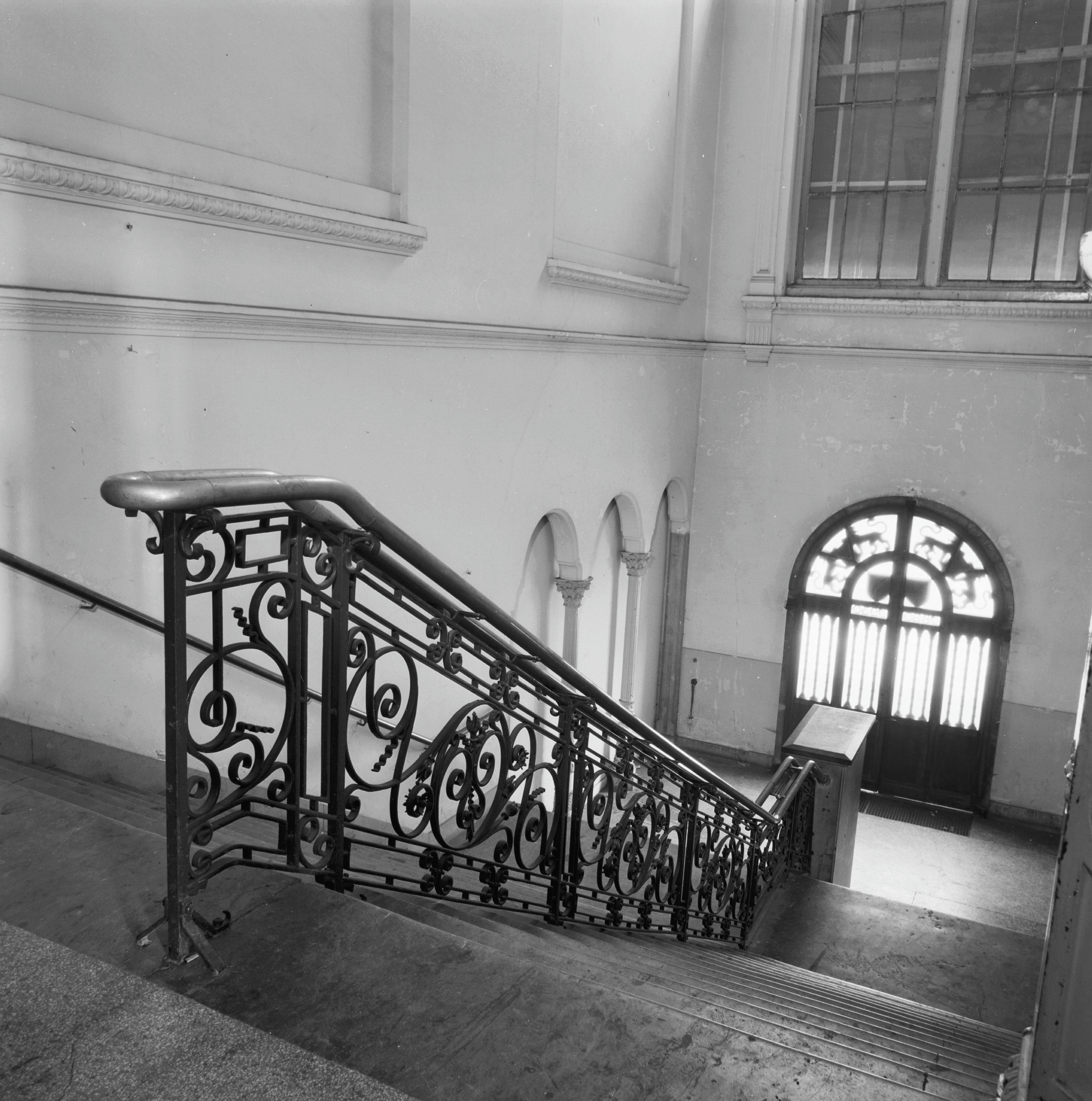
Interieur, trap in 1979

Bolsward · 
Dokkum ·
Franeker ·
Gorredijk ·
Harlingen ·
Hindeloopen ·
Kollum ·
Langweer ·
Leeuwarden ·
Leeuwarden (beurs) ·
Lemmer ·
Makkum ·
Oldeboorn ·
Sloten ·
Workum